# Водовозов, Николай Васильевич (филолог)
Никола́й Васи́льевич Водово́зов (25 января 1902, Москва — 25 июля 1977, Москва) — советский литературовед и педагог, доктор филологических наук (1942), профессор кафедры русской литературы филологического факультета Московского педагогического государственного университета. Специалист по древнерусской литературе, фольклору, русской литературе XIX века.

## Биография
Родился в Москве в 1902 году, в семье торговца. Мать Лидия Алексеевна, старший брат — Сергей, 1898 года рождения. С 1919 года работал переписчиком на военно-инженерных курсах в канцелярии. С 1920 году служил в Красной Армии, на санитарном поезде и в Военно-маскировочной школе вплоть до 1921 года. После демобилизации студент Московского государственного института слова (ГИС), с 1924 года (по окончании) работа по специальности, преподавателем литературы Краснопресненского рабфака; проживал на Арбате, холостяком. Стал одним из адептов «Ордена Света», вместе с П. Е. Корольковым, Е. Н. Смирновым и А. С. Полем участвовал в ложе. По делу против «Ордена Света» был арестован в ночь с 11 на 12 сентября 1930 года, милиция изъяла у него ряд произведений: рукописи «Любовь женщины», «Самоубийца», стихотворение «Послание евангелисту Демьяну», и другую литературу. 18 октября 1930 года был освобожден под подписку о невыезде, а 13 января 1931 года дело в его отношении было прекращено.
В 1939 году защитил кандидатскую по филологии по теме художественного наследия Н. Г. Чернышевского. В 1942 году защитил уже докторскую диссертацию по теме «О единстве русского народного эпоса : исследование». Работы Водовозова представляют крупный вклад в изучение эпоса XII—XIII веков. В 1953 году им было издана книга «„Слово о полку Игореве“ — героический памятник русской литературы», в которой Водовозов выдвигает версию, что автор произведения — певец Митуса, который упоминается в Галицкой летописи. Проводя параллели между «Слово о полку Игореве» и памятниками фольклора, он нашёл между ними идейное сходство. Указал на то, что «Слово о полку Игореве» должно исполняться речитативом как былина. Им написаны предисловие и комментарии к «Слову о полку Игореве» в издании 1954 − фототипически воспроизведенной так называемой Екатерининской копии. Водовозов — автор вузовского учебника «История древней русской литературы», выдержавшего три издания (1962, 1966, 1972). Участвовал в научных изданиях по теме литературных памятников Древней Руси («Русский народный эпос. Сводный текст», «Хождение за три моря Афанасия Никитина с переложением в стихах»). Автор монографии «О взаимосвязях славянских литератур».

## Труды

### Книги
на русском
- Миклухо-Маклай / Н. Водовозов. — Москва : Молодая гвардия, 1938. — 212, [3] с., [2] л. к., портр. : ил.; 17 см. — (Жизнь замечательных людей; Вып. 14(134)).
- Н. Г. Чернышевский : Биогр. очерк : Для ст. возраста. — Москва ; Ленинград : Детиздат, 1939 (Москва). — 108 с. : ил., портр.; 20 см.
- Виссарион Григорьевич Белинский / Проф. Н. Водовозов. — [Москва] : Мол. гвардия, 1944. — 112 с.; 14 см. — (Великие русские люди).
- Николай Васильевич Гоголь : [Очерк о жизни и творчестве] / Проф. Н. Водовозов. — [Москва] : Изд-во «Мол. гвардия», 1945. — 120 с. : ил.; 13 см. — (Великие русские люди).
- Русский народный эпос : сводный текст / составил д-р филологических наук проф. Н. В. Водовозов; послесл. д-ра филологических наук проф. С. К. Шамбинаго. — Москва : ОГИЗ, Гос. изд-во художественной лит., 1947. — 446, [1] с.; 23 см.
- Великий русский писатель-революционер А. Н. Радищев : Материал к лекции / д-р филол. наук проф. В. Н. Водовозов ; Всесоюз. о-во по распространению полит. и науч. знаний. — Москва : [б. и.], 1952. — 20 л.; 1 л. портр. : портр.; 29 см.
- Роман Н. Г. Чернышевского «Что делать?» / д-р филол. наук Н. В. Водовозов. — Москва : Знание, 1953. — 32 с.; 22 см. — (Всесоюзное общество по распространению политических и научных знаний. Серия 2; № 49).
- «Слово о полку Игореве» — героический памятник русской литературы / д-р филол наук Н. В. Водовозов. — Москва : Знание, 1953. — 24 с.; 22 см. — (Всесоюзное общество по распространению политических и научных знаний. Серия 2; № 2).
- Антон Павлович Чехов / проф. Н. Водовозов. — Москва : Гос. изд-во культурно-просветительной лит. (Госкультпросветиздат), 1954. — 68, [2] с.; 22 см. — (Библиотечка в помощь лектору; № 11).
- Материал к лекции на тему «Великий русский писатель А. П. Чехов» / д-р филол. наук проф. Н. В. Водовозов ; Всесоюз. о-во по распространению полит. и науч. знаний. — Москва : [б. и.], 1954. — 32 с.; 21 см.
- Записки Афанасия Никитина об Индии XV века : Стенограмма публичной лекции… / Проф. Н. В. Водовозов. — Москва : Знание, 1955. — 32 с. : ил.; 22 см. — (Серия 6/ Всесоюз. о-во по распространению полит. и науч. знаний; № 7).
- История древней русской литературы : Учеб. пособие для педин-тов. — Москва : Учпедгиз, 1958. — 363 с. : ил.; 23 см.
- Русская воинская повесть XIII века / Д-р филолог. наук проф. Н. В. Водовозов. — Москва : [б. и.], 1958. — 179 с.; 22 см. — (Ученые записки/ Моск. гор. пед. ин-т им. В. П. Потемкина. Кафедра русской литературы; Т. 87; Вып. 7).
- Материал к лекции на тему: «Жизнь и творчество А. П. Чехова» : (К 100-летию со дня рождения) / Д-р филолог. наук., проф. Н. В. Водовозов. — Москва : Знание, 1959. — 36 л.; 29 см. — (В помощь лектору/ Всесоюз. о-во по распространению полит. и науч. знаний. Науч.-метод. совет по пропаганде литературы и искусства).
- История древней русской литературы : [Учебник для пед. ин-тов]. — Москва : Учпедгиз, 1962. — 372 с. : ил.; 22 см.
- Русская литература и народное творчество : [Статьи] / Под ред. проф. А. И. Ревякина. — Москва : [б. и.], 1962. — 219 с.; 23 см. — (Ученые записки/ Моск. гос. пед. ин-т им. В. И. Ленина; № 178).
- История древней русской литературы. — Москва : Просвещение, 1966. — 383 с. : ил.; 22 см.
- О взаимосвязях славянских литератур : [Сборник статей] / [Вступ. статья проф. А. И. Ревякина]. — Москва : [б. и.], 1967. — 443 с.; 21 см. — (Ученые записки/ М-во просвещения РСФСР. Моск. гос. пед. ин-т им. В. И. Ленина; № 287).
- История древней русской литературы : [Учебник для пед. ин-тов по специальности № 2101 «Рус. яз. и литература»]. — [3-е изд.]. — Москва : Просвещение, 1972. — 383 с. : ил.; 22 см.

на сербско-хорватском
- Висарион Григорјевић Бјелински / Н. Водовозов ; С руског. превео Драгиша Живковић. — Белград ; Загреб : Култура, 1946. — 155 с. : фронт.; 14 см. — (Велики људи и њихова дела; 6).
- Николай Васиљевић Гогољ / Н. Водовозов. — Београд ; Загреб : Култура, 1946. — 155 с. : фронт. (портр.); 14 см. — (Велики људи и њихова дела; 1).
- V. G. Bjelinski / N. Vodovozov. — Beograd ; Zagreb : Kultura, 1946. — 155 с. : фронт.; 14 см. — (Veliki ljudi i njihova djela; 6).
- Nikolaj Vasiljević Gogolj / N. Vodovozov. — Beograd ; Zagreb : Kultura, 1946. — 141 с. : фронт.; 15 см. — (Veliki ljudi i njihova djela; 1).

### В качестве редактора
- Афанасий Никитин. Хождение за три моря / Афанасий Никитин; [С переложением в стихах, предисл. и коммент. проф. Н. Водовозова]. — [Москва] : Гослитиздат, 1950 (Ленинград : тип. им. Ивана Федорова). — 184 с.; 20 см.
- Былины / [Вступ. статья и примеч. проф. Н. В. Водовозова]; [Ил.: П. П. Соколов-Скаля]. — Москва : Гослитиздат, 1955. — 387 с., 23 л. ил.; 29 см.
- Сказание о царстве Казанском / [Вступ. статья, переложение и примеч. проф. Н. В. Водовозова]; [Ил.: М. В. Маторин]. — Москва : Гослитиздат, 1959. — 526 с. : ил.; 30 см.
- Александр Иванович Ревякин : (К шестидесятилетию со дня рождения) : Список печ. работ / Под ред. проф. Н. В. Водовозова [и др.] ; Моск. гос. пед. ин-т им. В. И. Ленина. — Москва : [б. и.], 1960. — 20 с.; 20 см.
- Литература древней Руси и XVIII в. : [Сборник статей] / [Ред. коллегия: проф. Н. В. Водовозов (отв. ред.) и др.]. — Москва : [б. и.], 1970. — 354 с.; 21 см. — (Ученые записки/ М-во просвещения РСФСР. Моск. гос. пед. ин-т им. В. И. Ленина; № 363).
- Александр Иванович Ревякин : (К семидесятилетию со дня рождения) : Список печ. работ / Под ред. проф. Н. Водовозова [и др.] ; Моск. гос. пед. ин-т им. В. И. Ленина. — Москва : [б. и.], 1970. — 27 с. : портр.; 21 см.